# Coupe du monde de marathon FINA de nage en eau libre 2015
Navigation
Édition 2014 Édition 2016
L'édition 2015 de la Coupe du monde de marathon de nage en eau libre, se dispute entre les mois de février et octobre.
Les étapes seront au nombre de onze.

## Les étapes
| Date       | Lieu         |
| ---------- | ------------ |
| 7 février  | Viedma       |
| 13 mars    | Abou Dabi    |
| 18 avril   | Nouméa       |
| 2 mai      | Cancún       |
| 20 juin    | Balatonfüred |
| 27 juin    | Setúbal      |
| 23 juillet | Lac St-Jean  |
| 30 juillet | Lac Magog    |
| 8 août     | Lac Mégantic |
| 11 octobre | Chun'an      |
| 17 octobre | Hong Kong    |

## Attribution des points
| Classement | 1  | 2  | 3  | 4  | 5  | 6  | 7 | 8 | 9 | 10 | + |
| ---------- | -- | -- | -- | -- | -- | -- | - | - | - | -- | - |
| Points     | 20 | 18 | 16 | 14 | 12 | 10 | 8 | 6 | 4 | 3  | 2 |

Pour être classés, les nageurs doivent avoir participé à au moins 70 % des courses.

## Vainqueurs par épreuve
| Étapes       | Hommes                | Hommes             |                    | Femmes             | Femmes |
| Étapes       | Vainqueur             | Temps              | Vainqueur          | Temps              |        |
| Viedma       | Simone Ruffini        | 1 h 55 min 10 s 28 | Rachele Bruni      | 2 h 2 min 58 s 35  |        |
| Abou Dabi    | Axel Reymond          | 1 h 57 min 52 s 10 | Rachele Bruni      | 2 h 7 min 31 s 80  |        |
| Nouméa       | Rhys Mainstone-Hodson | 1 h 56 min 53 s 90 | Aurélie Muller     | 2 h 9 min 18 s 70  |        |
| Cozumel      | Jack Burnell          | 1 h 42 min 6 s 00  | Haley Anderson     | 1 h 48 min 1 s 00  |        |
| Balatonfüred | Jack Burnell          | 1 h 41 min 41 s 93 | Ana Marcela Cunha  | 1 h 50 min 36 s 68 |        |
| Setúbal      | Chap Peterson         | 1 h 54 min 23 s 60 | Rachele Bruni      | 2 h 5 min 24 s 45  |        |
| Lac St-Jean  | Chap Peterson         | 1 h 57 min 37 s 00 | Christine Jennings | 2 h 9 min 15 s 00  |        |
| Lac Magog    |                       |                    |                    |                    |        |
| Lac Mégantic | Rhys Mainstone-Hodson | 2 h 8 min 58 s 60  | Rachele Bruni      | 2 h 23 min 9 s 00  |        |
| Chun'an      | Allan Do Carmo        | 1 h 53 min 4 s 00  | Ana Marcela Cunha  | 2 h 3 min 36 s 00  |        |
| Hong Kong    | Christian Reichert    | 1 h 56 min 7 s 40  | Keri-Anne Payne    | 2 h 5 min 25 s 60  |        |